# Adelheid van Schaumburg-Lippe (1821-1899)

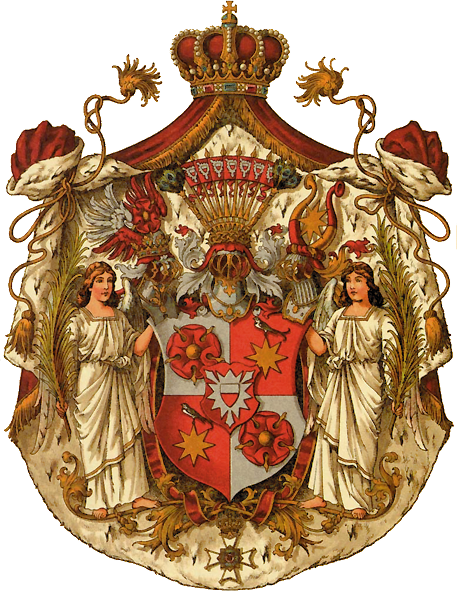
Wapen van Schaumburg-Lippe

Adelheid van Schaumburg-Lippe (Bückeburg, 8 maart 1821 - Itzehoe, 30 juli 1899) was een prinses uit het Huis Lippe.
Zij was het derde kind en de tweede dochter van George Willem van Schaumburg-Lippe en Ida van Waldeck-Pyrmont, een oudtante van de Nederlandse koningin Emma.
Op 16 oktober 1841 trad ze in Bückeburg in het huwelijk met Frederik van Sleeswijk-Holstein-Sonderburg-Glücksburg, die later regerend hertog van Sleeswijk-Holstein-Sonderburg-Glücksburg zou worden. Het paar scheidde in 1848, maar hertrouwde in 1854. Zij werd door haar huwelijk de schoonzuster van de Deense koning Christiaan IX. Het paar kreeg vijf kinderen:
- Augusta (1844-1932), gehuwd met prins Willem van Hessen-Philippsthal-Barchfeld
- Frederik Ferdinand (1855-1934), volgde zijn vader op
- Louisa (1858-1936), gehuwd met George Victor van Waldeck-Pyrmont
- Maria (1859-1941), abdis in Itzehoe
- Albrecht (1863-1948), gehuwd met Ortrud von Isenburg-Büdingen, en later met haar zuster; Hertha von Isenburg-Büdingen